# Жан д'Ібелін (Арзуфський)
Жан д'Ібелін (фр. Jean d'Ibelin бл. 1211—1258), також відомий як Жан д'Арзуф (фр. Jean d'Arsuf)  — сеньйор Арзуфа з 1236 року та конетабль Єрусалима з 1251 року.

## Біографія
Жан був молодшим сином відомого Жана I д'Ібеліна, «старого сеньйора Бейрута». Його старший брат Баліан д'Ібелін успадкував від батька сеньйорію Бейрута, а Жану дістався Арзуф. Під час перебування на посаді конетабля Єрусалима (з 1251 року), Жан двічі призначався регентом Єрусалимського королівства: в 1253—1254 роках від імені Конрада II і 1256—1258 роках від імені Конрадіна. Він також тричі був бальї (представником) регента Єрусалимського королівства: у 1247—1248 та 1249—1252 роках при регенті Генріху I Кіпрському та в 1258 році при регентші Плезанс Антіохійській.
В 1241 році Жан зміцнив існуючі укріплення Арзуфа. В цьому ж році він разом зі своїм двоюрідним братом Філіпом де Монфор і Джефрі Естрінгським підписав листа до імператора Фрідріха II, номінального регента Єрусалимського королевства. У листі, який підтримував Річард Корнуольський, який перебував в цей час в Палестині як хрестоносець, пропонувалося, щоб Фрідріх помилував усіх повсталих баронів і призначив Симона де Монфора, графа Лестера, бальї Єрусалимського королівства. Барони, у свою чергу, мали присягнути Симону та визнавати його владу до повноліття молодого короля Конрада II (яке мало наступити в 1243 році). Фрідріх II відповів відмовою.
У той час, як Сьомий хрестовий похід відволік увагу мусульман від Палестини, Жан скористався цим, і на початку 1250 року очолив напад на Бефсан (сучасний Бейт-Шеан). Він спустошив мусульманський табір і захопив місцевого еміра та 16 000 тварин.
Жан, як і його батько, мав правничу освіту, і він повторно використав деякі юридичні аргументи, які використовував його батько протягом своєї довгої кар'єри. У лютому 1251 року, незабаром після того, як він став бальї Єрусалимського королівства від імені регента, короля Кіпру Генріха I, Жан скликав в Акрі, у палаці своїх родичів, сеньйорів Бейрута, раду правників королівства. Там він запропонував, щоб суди найняли писарів для ведення письмових записів французькою мовою, і щоб Вищий суд  (фр. Haute Cour)  Єрусалимського королівства свої записи зберігав в замкненій скрині, ключі від якої мали бути у регента або його заступника і двох обраних правників. Ці реформи були прийняті баронами. Реформа звичайного суду була проведена в 1269 році, але реформа Вищого суду була відкладена до 1286 року.
У 1253 році Жан на кілька місяців заступив Генріха Кіпрського на посаді регента Єрусалимського королівства від імені відсутнього короля Конрадіна. У 1256 році він знову був призначений регентом при малолітньому Конраді III.
У 1257 році він підтвердив угоду з морською Анконською республікою, надавши їй комерційні права в Акрі в обмін на надання загону з п'ятдесяти солдатів протягом двох років. Анкона була союзником Генуезької республіки і Жан прагнув за допомогою свого договору залучити баронів та інших важливих гравців Єрусалимського королівства підтримати Геную проти Венеції у Війні Святого Сави. Його план зрештою провалився, і інші члени Ібелінського дому — Жан д'Ібелін Яффський та Жан II Бейрутський здійснили в 1258 році переворот, в результаті якого посаду бальї королівства, від імені регента короля Кіпру Гуго II надали Плезанс Антіохійській, колишній дружині сина Жана Баліана д'Арзуф. Жан змирився з результатами перевороту і примирився з Плезанс та Боемундом VI, що став при ній регентом-сеньйором Єрусалимського королівства. Коли Плезанс повернулась на Кіпр, Жана знову призначили на посаду бальї Єрусалиму.
У 1258 році він сприяв укладенню угоди між військовими орденами, госпітальєрами, тамплієрами та тевтонськими лицарями, яка регулювала їхні стосунки і припинила громадянську війну, що розпочалась із венеційсько-генуезькою війною Святого Сави.
Помер в Єрусалимі в цьому ж, 1258 році.

## Родина
В 1236 році Жан одружився з Алісою, дочкою Рохарда з Хайфи, від якої мав сина Баліана, що заступив батька на посаді сеньйора Арзуфа.